# Головановка (приток Белой Холуницы)
Головановка — река в России, протекает в Слободском районе Кировской области. Устье реки находится в 28 км по правому берегу реки Белая Холуница. Длина реки составляет 11 км.
Течёт по болотистой местности. В бассейне реки ведутся торфоразработки.

## Данные водного реестра
По данным государственного водного реестра России относится к Камскому бассейновому округу, водохозяйственный участок реки — Вятка от истока до города Киров, без реки Чепца, речной подбассейн реки — Вятка. Речной бассейн реки — Кама.
Код объекта в государственном водном реестре — 10010300212111100032287.